# Trifólio

Trevo de arquitetura

O trifólio (do latim trifolium, forma de trevo de três folhas) é uma forma gráfica composta do esquema de três anéis sobrepostos utilizados na arquitetura e no simbolismo cristão. O termo também é aplicado a outros símbolos com um formato tríplice.

## Arquitetura
Trifólio é um termo na arquitetura gótica dada à foliação ornamental.